# Planète Blupi
Planète Blupi est un jeu vidéo de la série Blupi, développé par la société suisse Epsitec en 1997. C'est un jeu d'aventure proche d'un jeu de stratégie en temps réel, qui oppose Blupi aux ennemis créés par le robot-maître. Les missions proposent ainsi de collecter des ressources, d'établir un village et d'affronter les ennemis, tout en gardant un œil sur la force de Blupi (celle-ci diminuant à chaque action effectuée par le personnage).
Le code source de Planète Blupi a été libéré en 2017 (avec l'aval de son créateur, Daniel Roux, et d'Epsitec), et le jeu est désormais disponible gratuitement,. Depuis, il est également jouable sur macOS et Linux.

## Système de jeu
Planète Blupi possède trois modes de jeu distincts :
- Entraînement : Un didacticiel regroupant six missions qui permettent d'apprendre les contrôles de Blupi et l'utilisation des ressources.

- Missions : La campagne du jeu, une suite de trente missions qui oppose Blupi au robot-maître.

- Construction : Un éditeur de niveaux qui permet de concevoir jusqu'à vingt missions.

## Versions
Le jeu fut édité aux États-Unis par Telegames, sous le nom Planet Blupi. Dans ce pays, Blupi est connu sous le nom d'Eggbert.